# Believe 'n Peace
"Believe 'n Peace" foi a canção que representou Malta no Festival Eurovisão da Canção 1999 que se disputou em Jerusalém em 29 de maio desse ano.
A canção foi interpretada em inglês pela banda  Times Three. Foi a vigésima canção a ser interpretada na noite do evento, a seguir à canção de Israel "Yom Huledet (Happy Birthday)", cantada pela banda Eden e antes da canção da Alemanha  "Reise nach Jerusalem - Kudüs'e seyahat", interpretada pela banda Sürpriz. Terminou a competição num dececionante 15.º lugar, tendo recebido um total de 32 pontos. No anos eguinte, em 2000, Malta foi representada por Claudette Pace que interpretaria a canção  "Desire".

## Autores
- Letrista: Christopher Scicluna
- Compositor: Moira Stafrace

## Letra
A canção é um número uptempo, com as cantoras cantando sobre a necessidade de tirar a vida pelos cornos e aceitar que as dificuldades vão ocorrer - ao mesmo tempo acreditando que  dias mais brilhantes virão.